# Ismar Elbogen
Ismar Elbogen, född 1 september 1874, död 1 augusti 1943, var en tysk-judisk historiker och rabbin.
Elbogen blev docent vid rabbinseminariet i Florens 1899, och var från 1902 lärare vid Hochschule für die Wissenschaft des Judentums i Berlin. 1919 erhöll han professors titel. Elbogen har utgett flera viktiga arbeten om den judiska liturgins historia, i synnerhet Der jüdische Gottesdienst in seiner geschichtlichen Entwickelung (1913, 2:a upplagan 1924), en handbok i allmän judiska historia, Geschichte der Juden seit den Untergang des jüdischen Staates (1919, svensk översättning 1922), samt en mängd bidrag till tidskrifter, encyklopedier och festskrifter.